# Gelber Turm (Hildesheim)

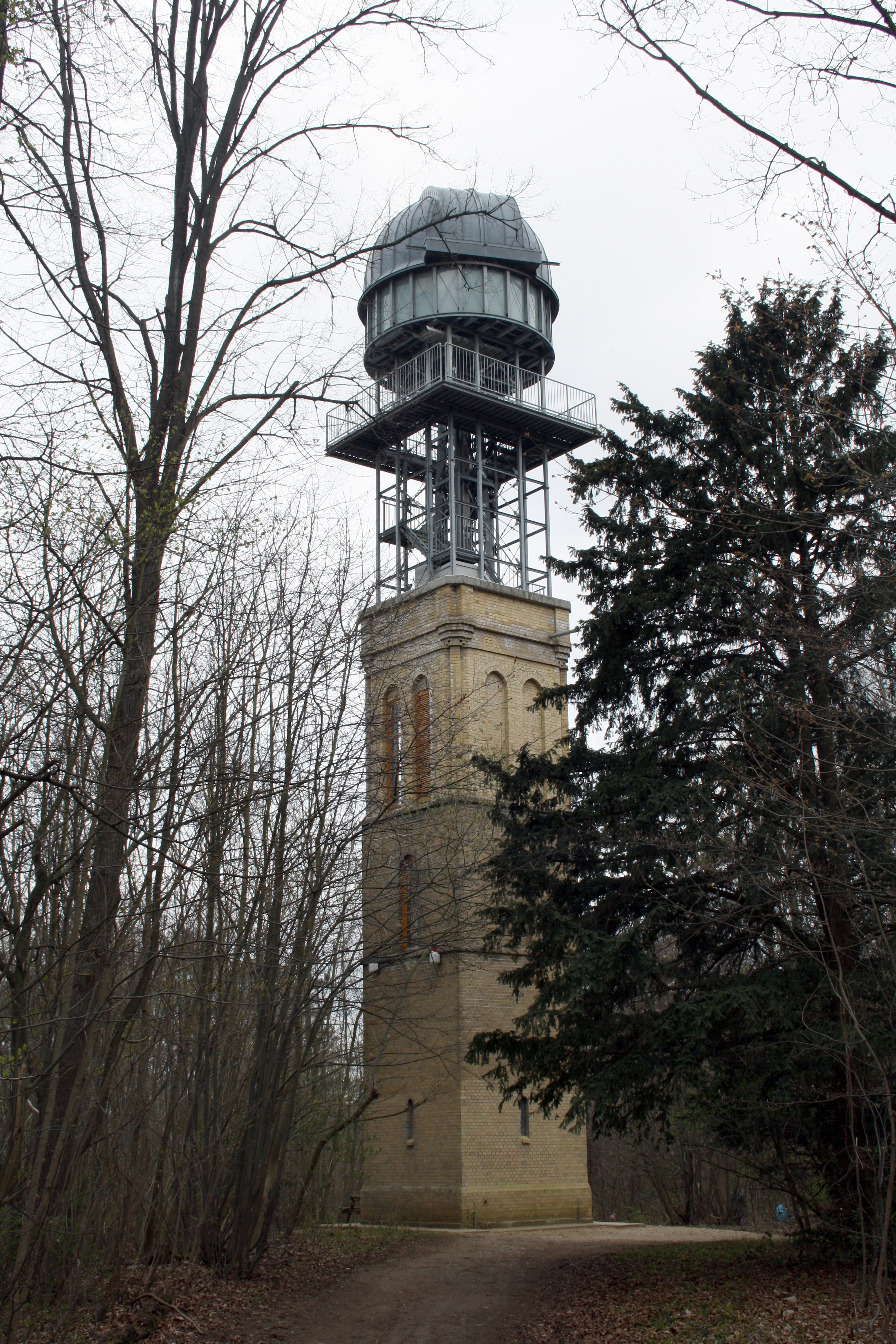
Der Gelbe Turm (2021)

Der Gelbe Turm ist ein 28 Meter hoher Aussichtsturm auf dem „Spitzhut“, einem Teil des Vorholz-Höhenzuges im Südosten der niedersächsischen Kreisstadt Hildesheim.
Der ursprünglich 15,8 Meter hohe Turm wurde 1886 anlässlich des Abschlusses der Aufforstung des Vorholz-Höhenzuges errichtet. Sein Name leitet sich vom verwendeten Baumaterial ab – es wurden gelbe Backsteine verwendet. Er diente seither den Spaziergängern am Galgenberg als beliebtes Anlaufziel und Aussichtsturm.
Nach vielen Jahren der Nutzung war der Turm baufällig geworden und der Eingang zum Turm abgesperrt. Die Absicht der Hildesheimer Bauverwaltung, den Turm endgültig zu beseitigen, führte 1996 zur Gründung einer Bürgerinitiative – dem Verein zur Rettung des Gelben Turms. Durch Geldspenden von Hildesheimer Bürgern und Unternehmen konnte eine umfassende Sanierung des Turmes erfolgen.
Zudem wurde auf dem Turm als Metallkonstruktion eine Volkssternwarte errichtet, die weithin sichtbar ist und zu deren Kuppel eine Treppe mit 134 Stufen hinaufführt. Seither hat der Gelbe Turm eine Gesamthöhe von 28 Meter. Das 60-cm-Spiegelteleskop stammt aus dem Leibniz-Institut für Astrophysik Potsdam und wurde am 19. August 1999 per Hubschrauber nach Hildesheim transportiert. Es ist das größte Spiegelteleskop in Südniedersachsen. Die Sternwarte konnte zunächst unter Leitung der Volkshochschule Hildesheim besucht werden. Seit 2011 betreibt die Hildesheimer Gesellschaft für Astronomie e. V. die Sternwarte und bietet jeden Freitagabend öffentliche Beobachtungstermine für bis zu 25 Teilnehmer an.